# Ateloglutus
Ateloglutus is een geslacht van vliegen (Brachycera) uit de familie van de sluipvliegen (Tachinidae). De wetenschappelijke naam van het geslacht is voor het eerst geldig gepubliceerd in 1934 door John Merton Aldrich.

## Soorten
De volgende soorten zijn bij het ondergeslacht Ateloglutus ingedeeld:
- Ateloglutus blanchardi Cortés, 1979
- Ateloglutus lanfrancoi Cortés, 1986
- Ateloglutus ruficornis Aldrich, 1934

De volgende soorten zijn bij het ondergeslacht Proteloglutus ingedeeld:
- Ateloglutus chilensis (Brèthes, 1920)
- Ateloglutus nitens Aldrich, 1934
- Ateloglutus velardei Cortés & Valencia, 1972